# Une virée en enfer
Pour les articles homonymes, voir Joyride.
Série
Une virée en enfer 2
(2008)
Pour plus de détails, voir Fiche technique et Distribution.
Une virée en enfer ou Virée d'enfer au Québec (Joy Ride) est un film américain réalisé par John Dahl et sorti en 2001. Ce thriller est le sixième long métrage du réalisateur John Dahl ainsi qu'une des premières productions de J. J. Abrams, également scénariste avec Clay Tarver.
Une virée en enfer raconte l'histoire de deux frères, Lewis et Fuller Thomas, traversant plusieurs contrées américaines pour aller chercher une amie proche de Lewis, Venna Wilcox, et ainsi profiter des grandes vacances. En cours de route, ils font une mauvaise blague à un routier, du nom de Vieux Clou, via la radio CB achetée par Fuller. Cependant, ils perdent le contrôle de la situation et se retrouvent poursuivis par ce conducteur de poids-lourd qui cherche à se venger.
Salué majoritairement par la critique, ce métrage devient le premier d'une série de films avec toujours le personnage de « Vieux Clou » Rusty Nail en version originales). Deux suites, Une virée en enfer 2 et Une virée en enfer 3 sortent direct-to-video, en 2008 et en 2014, avec une équipe technique ainsi qu'une distribution différentes.

## Synopsis
Lewis Thomas et Venna Wilcox sont deux amis d'enfance, venant de terminer leur année universitaire. Amoureux de la jeune fille, qui vient tout juste de rompre, Lewis propose de venir la chercher à son université du Colorado à Boulder pour ensuite la ramener chez elle. Après avoir acheté une Chrysler Newport de 1971, il prend la route. Entre-temps, sa famille lui apprend que son frère aîné, Fuller, a été incarcéré pour conduite en état d'ébriété à Salt Lake City. Lewis fait donc un détour et paye sa caution. Fuller insiste pour qu'il l'emmène avec lui pour aller chercher Venna et le deposer à Denver.

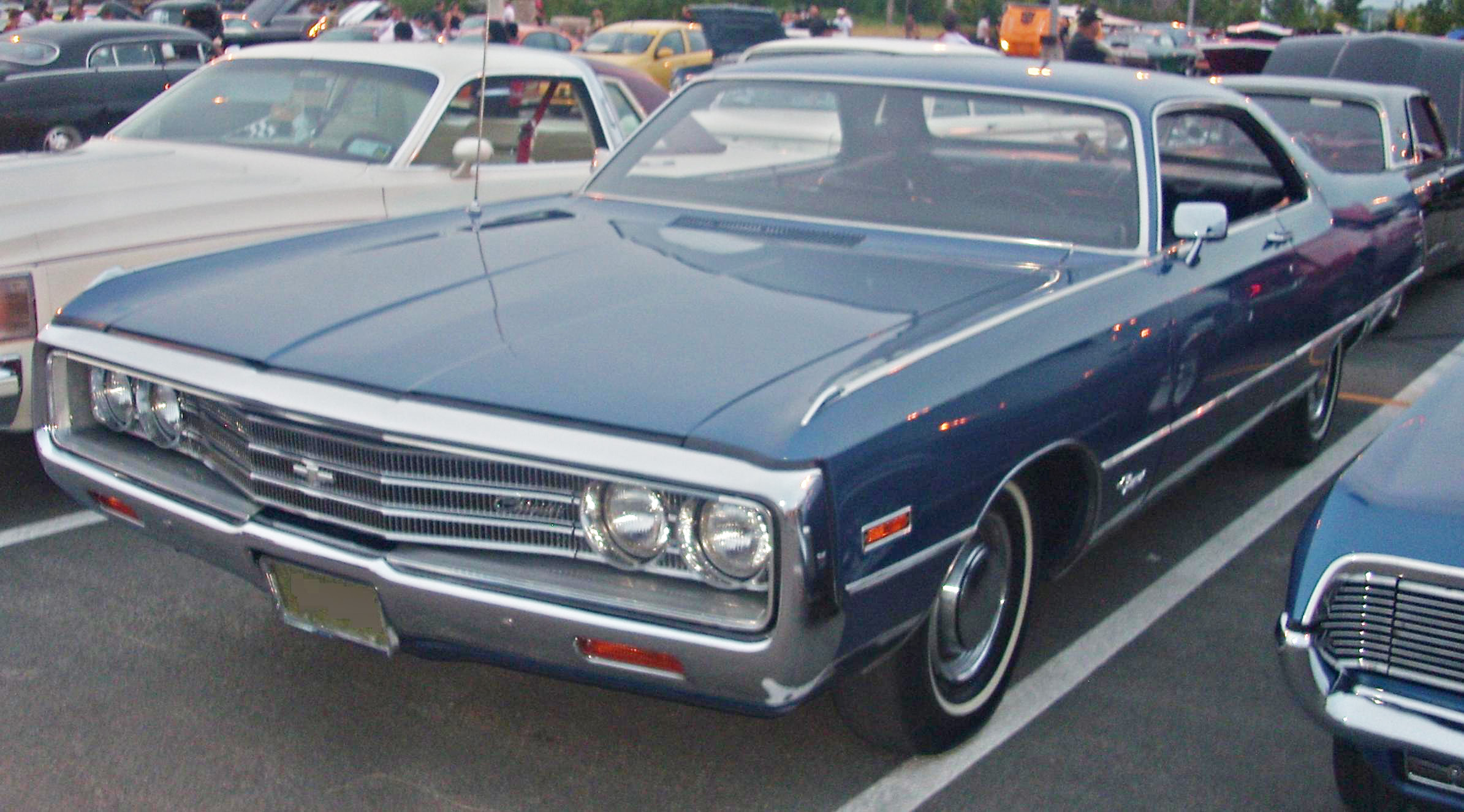
Les principaux protagonistes de ce film roulent dans une Chrysler Newport beige de 1971.

Dans une station-service, Fuller achète une radio CB et les deux frères communiquent avec les routiers. Par les ondes, ils rencontrent un conducteur de poids-lourd qui se fait appeler « Vieux Clou » (Rusty Nail en VO). Convaincu par son grand frère, Lewis se fait passer pour une femme cherchant une rencontre d'un soir. Plus tard, ils s'arrêtent dans un motel à Table Rock dans le Wyoming, où Fuller est bousculé par un homme d'affaires irrité. Lewis, avec sa voix de femme, affirme à Vieux Clou qu'il se trouve dans la chambre 17, où a pris place l'homme d'affaires. Les deux frères s'installent dans la chambre voisine et assistent à l'arrivée du routier dans la chambre de l'homme d'affaires. Lewis et Fuller entendent des bruits de lutte et la soirée se termine avec le départ de « Vieux Clou ».
Le lendemain matin, ils apprennent, par l'intermédiaire du shérif Ritter, que leur voisin a été retrouvé sur l'autoroute, dans un état critique, avec la mâchoire arrachée. Interrogés, Lewis et Fuller leur racontent toute l'histoire mais les autorités décident de les laisser partir, n'ayant aucun élément ni de suspect. Le soir, ils retrouvent « Vieux Clou » à travers la CB. Lewis lui avoue la supercherie et le routier leur demande des excuses. Fuller refuse violemment de s'excuser et l'insulte mais le routier lui dit qu'il les voit. Paniqués et bientôt à court de carburant, ils sortent de l'autoroute et trouvent une station-service sur la route de Laramie. C'est alors qu'ils commencent à suspecter un livreur de glace d'être l'homme qui les poursuit. Lewis ne parvient pas à contacter Ritter et s'enfuit avec son frère, poursuivis par ce conducteur aperçu plus tôt. Ce dernier les rattrape et leur rend leur carte bancaire Mastercard, oubliée plus tôt à la pompe à essence. Juste après ça, « Vieux Clou » et son semi-remorque transpercent le camion de glace, prenant en chasse les deux frères. Le psychopathe parvient à coincer leur véhicule contre un arbre et Fuller implore le pardon du routier. Celui-ci se retire, avouant qu'il s'est bien amusé.
Le lendemain, après avoir fait réparé la Chrysler, les deux frères reprennent la route. L'aîné en profite pour se débarrasser de la radio CB. Ils récupèrent ensuite Venna où il rencontre son amie Charlotte. Le trio arrive au Nebraska. Après avoir consommé beaucoup d'alcool dans un bar mal famé, ils s'arrêtent dans un motel pour la nuit, une chambre pour Venna, une autre pour les deux frères. Alors que Lewis dort, Fuller en profite pour se rapprocher de l'amie de son petit frère.
« Vieux Clou » appelle alors Lewis sur le téléphone de leur chambre, lui apprenant qu'il a vu Venna. Les trois jeunes gens quittent précipitamment le motel, tentant de fuir. Mais Fuller remarque l'inscription « Regarde dans le coffre Lewis », inscrite sur des panneaux de circulation. En l'ouvrant, ils découvrent la CB de Fuller. Dans la soirée, le routier démontre qu'il a enlevé Charlotte, l'amie d'université de Venna. Pour se venger de l'humiliation qu'il a subi, « Vieux Clou » exige que Fuller et Lewis entrent dans un restaurant à la frontière de l'État, complètement nus, pour y commander 12 cheeseburgers. Ensuite, le routier les dirige vers un champ de maïs. Une course-poursuite démarre et Venna est enlevé par le routier qui a également mis le feu à la Chrysler. Avant qu'elle n'explose, les deux frères entendent par radio qu'iI leur donne rendez-vous dans un motel d'une ville voisine, Medford, dans la chambre 17.

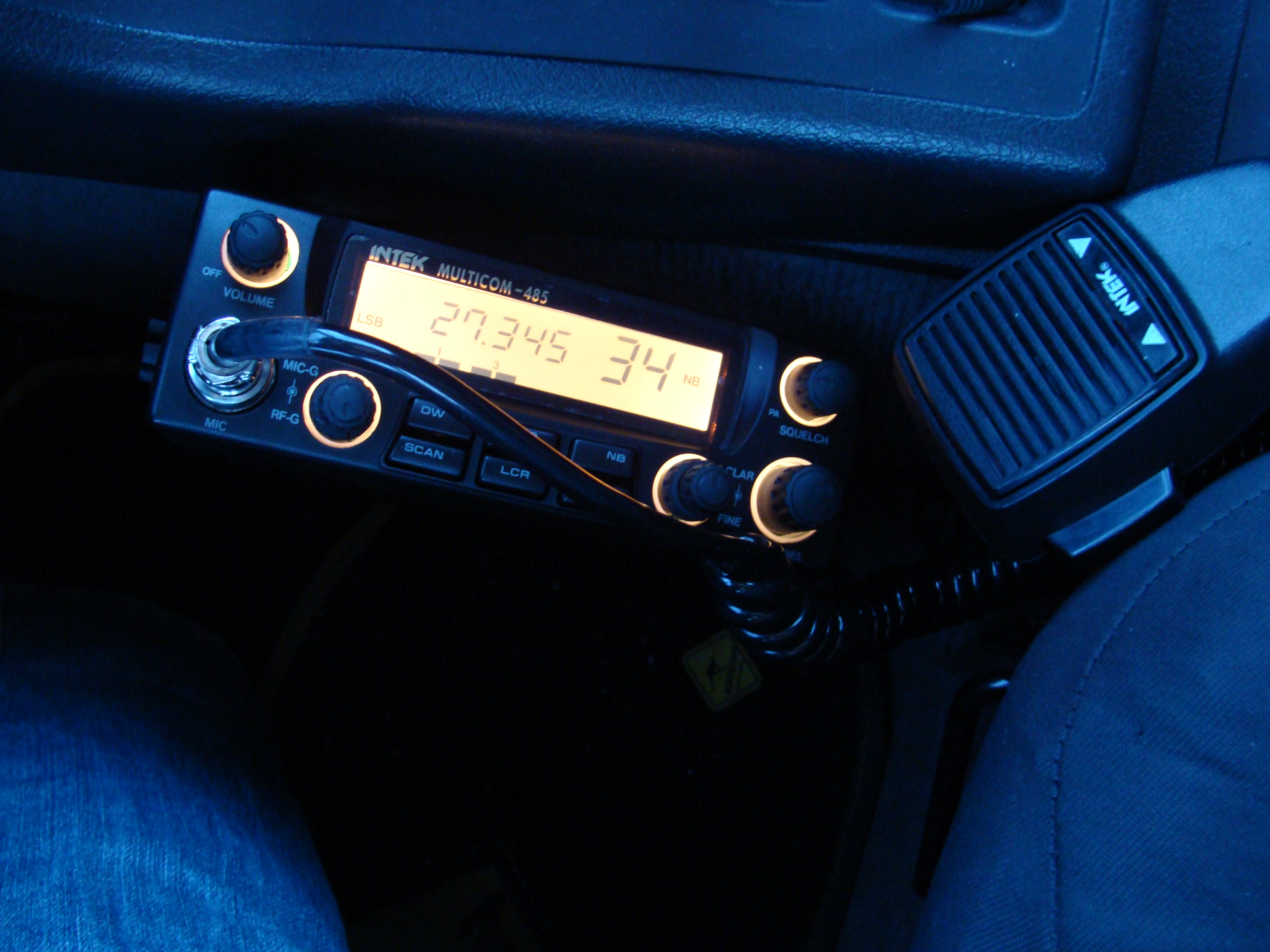
La radio CB est le symbole de ce métrage ainsi que de « Vieux Clou », le routier.

Les deux frères se rendent sur place sans savoir quel est le bon établissement. Au bout du quatrième, le Covered Wagon, ils arrivent à trouver la chambre 17 mais celle-ci est vide. « Vieux Clou » les appelle alors sur le téléphone de la chambre et affirme rejouer le même scénario que les deux frères lui ont fait subir et qu'il se trouve dans la chambre voisine. Fuller tente de passer par l'arrière du bâtiment mais il se fait attaquer par le ravisseur. Lewis se précipite vers la chambre 18 mais « Vieux Clou » a piégé les lieux. Une ficelle, attachée à la poignée de la porte, enclenchera un fusil positionné sur la jeune femme si quelqu'un venait à entrer. Fuller repousse le routier et hurle à son frère de ne pas ouvrir la porte. Cependant, en se défendant, Fuller s'empale la jambe droite sur un tuyau et est immobilisé. Lewis remarque que « Vieux Clou » a rejoint son camion et retrouve Fuller, accroché à une barrière, et avec un crochet dans la jambe. Il le décroche mais la police locale, prévenue par le psychopathe, arrive sur les lieux, fouillant les chambres. Lewis sauve Venna au moment où les forces de l'ordre entrent dans la pièce, déclenchant le coup de fusil qui ne fait aucune victime.
Derrière le motel, Fuller, toujours piégé par le crochet, devient la cible du camion qui fonce sur lui. Les policiers tirent sur le poids-lourd tandis que Lewis parvient à enlever l'objet de la jambe de son frère et à le sauver. Le véhicule s'encastre dans le motel et le trio est sain et sauf. Le conducteur est mort tandis que Charlotte est retrouvée à l'arrière du camion. Tandis qu'ils se font soigner, le groupe apprend que le tueur est un conducteur travaillant pour une société de glace. Fuller et Lewis comprennent alors que « Vieux Clou » a récupéré le corps de ce livreur, tué quelques heures plus tôt, et qu'il l'a installé à sa place. Au même moment, ils entendent « Vieux Clou », demandant l'état de la circulation à travers la radio de l'ambulance.

## Fiche technique
- Titre original : Joy Ride
- Titre français : Une virée en enfer
- Titre québécois : Virée d'enfer
- Réalisation : John Dahl
- Scénario : J. J. Abrams et Clay Tarver
- Musique : Marco Beltrami
- Direction artistique : Michael Rizzo
- Décors : Robert Pearson
- Costumes : Terry Dresbach
- Photographie : Jeffrey Jur
- Montage : Glen Scantlebury, Eric L. Beason, Scott Chestnut et Todd E. Miller
- Production : J. J. Abrams et Chris Moore

Production déléguée : Arnon Milchan, Jeffrey Downer, Bridget Johnson et Patrick Markey
Production associée : W. Mark McNair
- Sociétés de production[1] : New Regency Productions, Bad Robot Productions et LivePlanet, en association avec Epsilon Motion Pictures
- Sociétés de distribution : Twentieth Century Fox (États-Unis), UGC Fox Distribution (France)
- Budget : 23 millions de $[2]
- Pays de production :  États-Unis
- Langue originale : anglais
- Format[3] : couleur (DeLuxe) - 35 mm - 2,39:1 (Cinémascope) (Panavision) - son DTS | Dolby Digital
- Genre : thriller, action, road movie
- Durée : 97 minutes
- Dates de sortie[4] :
  - Canada : 9 septembre 2001 (Festival international du film de Toronto)
  - États-Unis, Québec[5] : 5 octobre 2001
  - Belgique : 14 novembre 2001
  - France : 10 avril 2002
- Classification[6] :
  -  États-Unis : Interdit aux moins de 17 ans (R – Restricted)[Note 1].
  -  Québec : 13 ans et plus (13+ / 13 years and over).
  -  France : Interdit aux moins de 12 ans (visa d'exploitation no 103596 délivré le 9 janvier 2002)[7].
  -  France : Interdit aux moins de 16 ans[8].

## Distribution
Légende : VF = Version Française et VQ = Version Québécoise
- Paul Walker (VF : Adrien Antoine ; VQ : Martin Watier) : Lewis Thomas
- Steve Zahn (VF : Luc Boulad ; VQ : Louis-Philippe Dandenault) : Fuller Thomas
- Leelee Sobieski (VF : Ethel Houbiers ; VQ : Camille Cyr-Desmarais) : Venna
- Ted Levine (VF : Yves-Marie Maurin ; VQ : Raymond Bouchard) : « Vieux Clou » (Rusty Nail en VO) (voix)
- Matthew Kimbrough : « Vieux Clou » (Rusty Nail en VO)
- Jessica Bowman : Charlotte
- Michael McCleery (de) (VF : Philippe Catoire) : l'officier Atkins
- Jim Beaver (VF : Jean-Claude Sachot ; VQ : Mario Desmarais) : le shérif Ritter
- Stuart Stone : Danny
- Basil Wallace (en) : le vendeur de voiture
- Satch Huizenga : le conducteur du camion de glace

## Production
Le tournage a lieu dans le Nevada (Battle Mountain, Interstate 80, Fernley, Hazen, Wells, Winnemucca, université de Redlands), dans l'Utah (Grantsville, Delle, Skull Valley) et en Californie (Los Angeles, Lancaster, Arvin, Long Beach, Santa Clarita) .

## Accueil

### Box-office
Aux États-Unis, le film totalisera 21 974 919 dollars de recettes pour un budget de 23 millions de dollars. Il a rapporté 36 642 838 dollars dans le monde. En France, le résultat a été désastreux : 169 450 spectateurs[réf. nécessaire].

## Distinctions
Entre 2001 et 2002, Une virée en enfer a été sélectionné cinq fois dans diverses catégories et n'a remporté aucune récompense.

### Nominations
- Prix Schmoes d'or (Golden Schmoes Awards) 2001 :
  - Film le plus sous-estimé de l'année,
  - Meilleur film d'horreur de l'année.
- Prix Fangoria Chainsaw 2002 :
  - Meilleur film à large diffusion,
  - Meilleur compositeur pour Marco Beltrami.
- Académie des films de science-fiction, fantastique et d'horreur - Prix Saturn 2002 :
  - Meilleur film d'action / aventures / thriller.

## Autour du film
- En fan absolu de Steven Spielberg, J. J. Abrams a écrit le scénario du film en s'inspirant de Duel.
- C'est le premier long-métrage produit par Bad Robot Productions, la société de J.J. Abrams.
- La voix de Vieux Clou dans la version originale est celle de l'acteur Ted Levine, connu notamment pour avoir joué « Buffalo Bill » dans Le Silence des agneaux et le capitaine Leland Stottlemeyer dans la série Monk.

## Suites
Le film donnera lieu à deux suites sorties directement en vidéo et sans réels liens avec le premier opus hormis la présence de Rusty Nail. La première est Une virée en enfer 2 (Joy Ride 2: Dead Ahead) de Louis Morneau, sorti en 2008. La seconde suite est Une virée en enfer 3 (Joy Ride : Road Kill, 2014) est réalisé par Declan O'Brien.